# Harttia
Harttia és un gènere de peixos de la família dels loricàrids i de l'ordre dels siluriformes.

## Distribució geogràfica
Es troba a Sud-amèrica: Guaiana, rius costaners del nord-est del Brasil i la conca del riu Amazones.

## Taxonomia
- Harttia carvalhoi (Miranda-Ribeiro, 1939)[3]
- Harttia depressa (Rapp Py-Daniel & Oliveira, 2001)[4]
- Harttia dissidens (Rapp Py-Daniel & Oliveira, 2001)[4]
- Harttia duriventris (Rapp Py-Daniel & Oliveira, 2001)[4]
- Harttia garavelloi (Oyakawa, 1993)[5]
- Harttia gracilis (Oyakawa, 1993)[5]
- Harttia guianensis (Rapp Py-Daniel & Oliveira, 2001)[4]
- Harttia kronei (Miranda-Ribeiro, 1908)[6]
- Harttia leiopleura (Oyakawa, 1993)[5]
- Harttia longipinna (Langeani, Oyakawa & Montoya-Burgos, 2001)[7]
- Harttia loricariformis (Steindachner, 1877)[8]
- Harttia merevari (Provenzano R., Machado-Allison, Chernoff, Willink & Petry, 2005)[9]
- Harttia novalimensis (Oyakawa, 1993)[5]
- Harttia punctata (Rapp Py-Daniel & Oliveira, 2001)[4]
- Harttia rhombocephala (Miranda-Ribeiro, 1939)[3]
- Harttia surinamensis (Boeseman, 1971)[10]
- Harttia torrenticola (Oyakawa, 1993)[5]
- Harttia trombetensis (Rapp Py-Daniel & Oliveira, 2001)[4]
- Harttia uatumensis (Rapp Py-Daniel & Oliveira, 2001)[4][11][12][13][14][15][16]